# Påvemobil

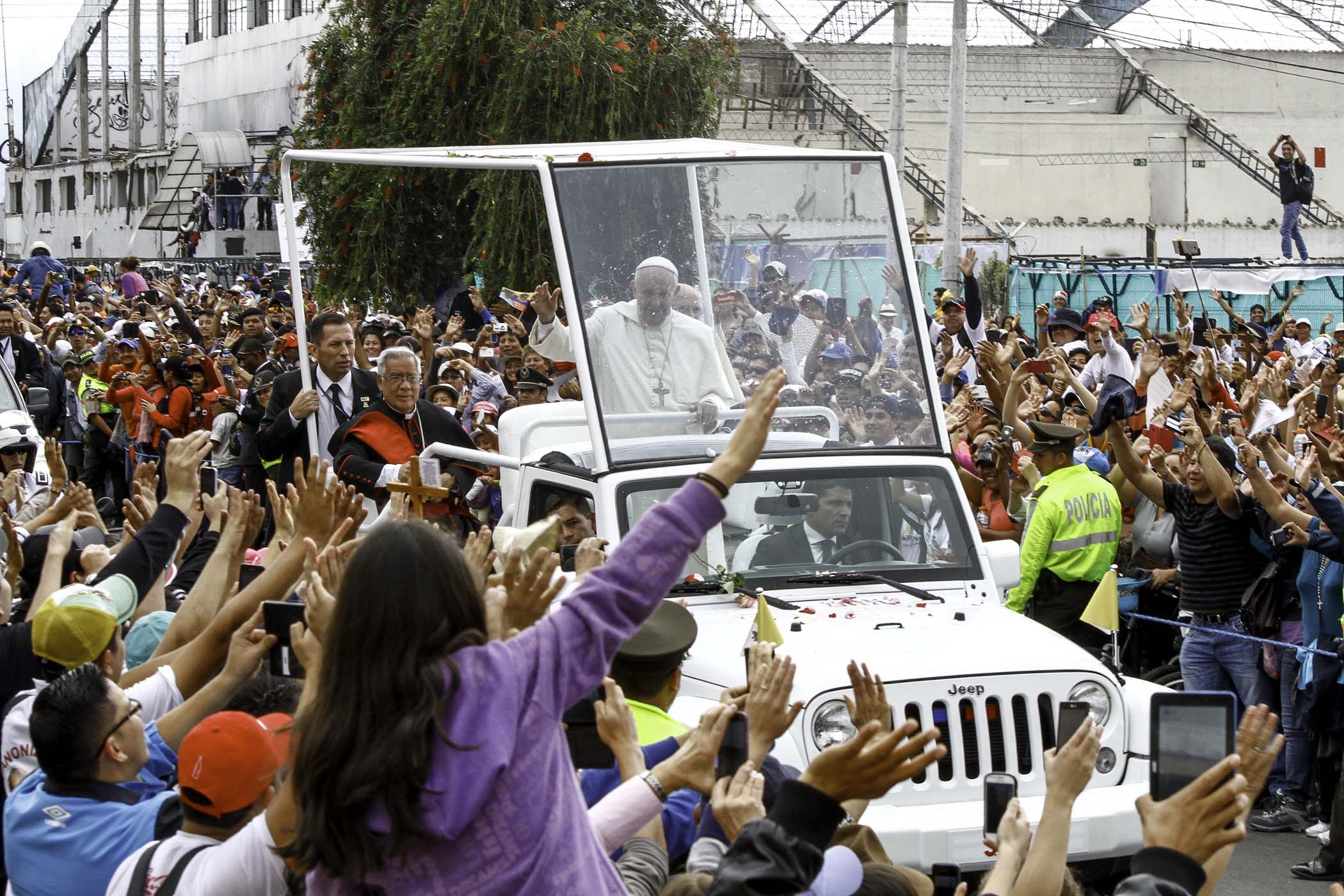
Påve Franciskus färdas i en påvemobil av märket Jeep.

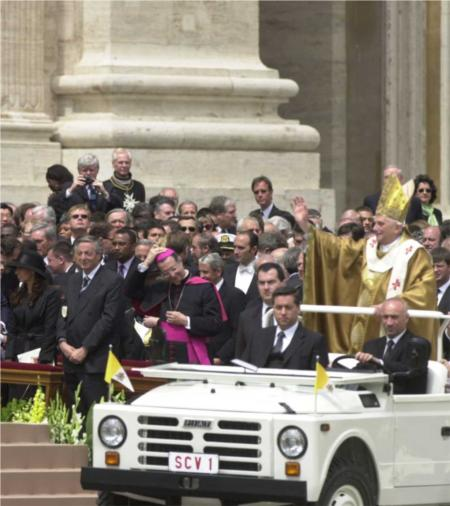
Påve Benedictus XVI färdas i en öppen påvemobil av märket Fiat.

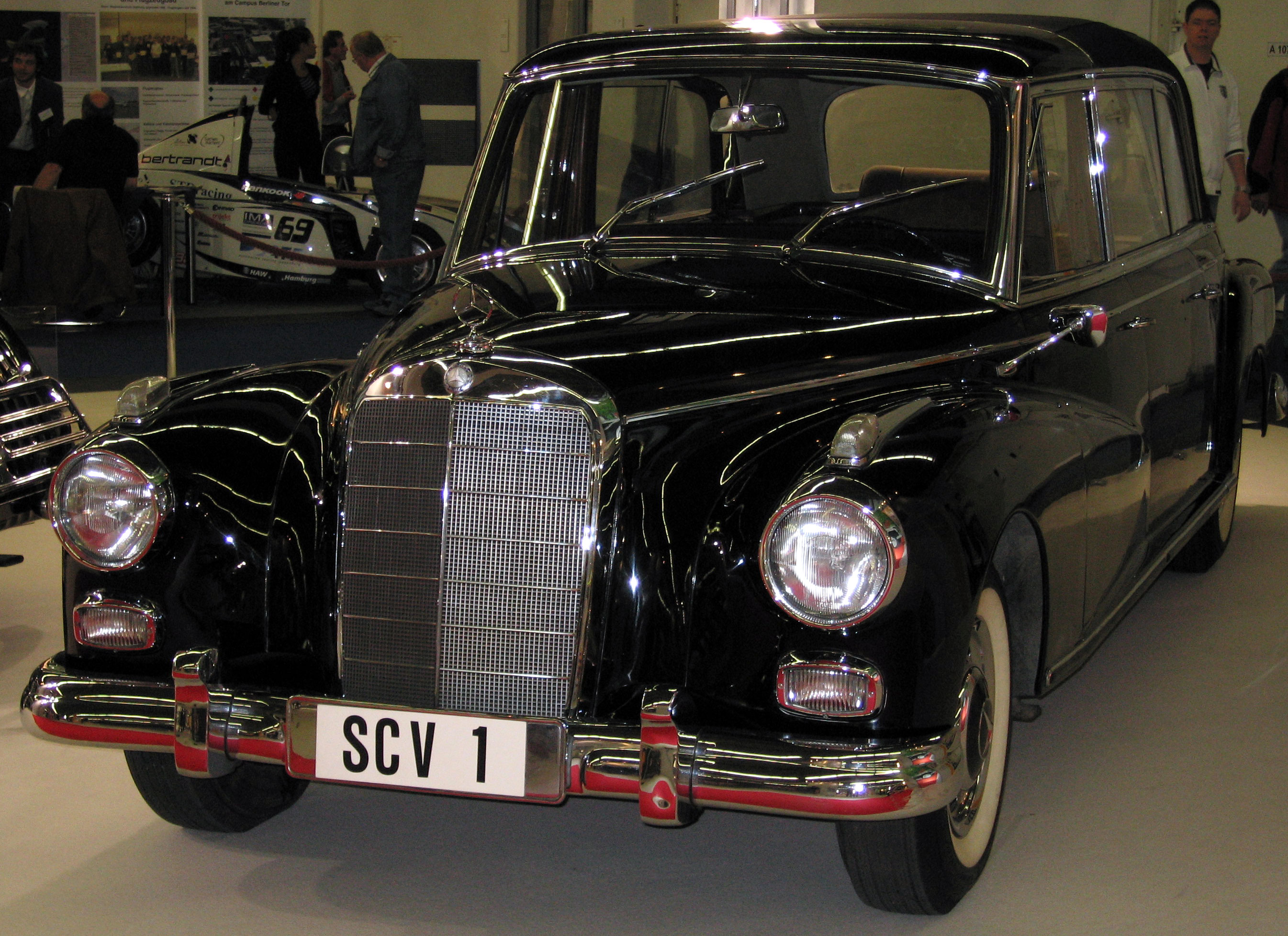
Påvemobil som använts av Johannes XXIII. Bilen är en landaulette-version av en Mercedes-Benz W186.

Påvemobil (italienska:papamobile, engelska: popemobile) är det informella namnet på den specialbyggda bil som används av påven under officiella besök. De är oftast konstruerade så att påven ska vara väl synlig för stora folkmassor.
Efter mordförsöket på påve Johannes Paulus II den 13 maj 1981 förstärktes påvemobilerna med pansarglas, men påvar har inte alltid använt sådana fordon sedan dess. Under sin första tid som påve använde Benedictus XVI ett öppet fordon. 
Flera av fordonen, som ofta specialbyggs lokalt inför ett påvebesök, har blivit kvar i de länderna och sedan återanvänts vid senare besök. De påvemobiler som fanns i Mexiko och Filippinerna ställdes ut när Johannes Paulus II avled och för människor i dessa länder som inte kunde resa till Rom blev de naturliga samlingsplatser.

## Bilmodeller som använts som påvemobil
(Ofullständig lista)
- Ford tillverkade på 1960-talet en serie påvemobiler åt Vatikanen som baserades på tillverkarens presidentlimousiner. Ett fordon användes av Paulus VI under hans besök i New York 1965 och i Bogotá 1970.
- Francisco Motors i Filippinerna tillverkade ett specialbyggt fordon som hade pansarglas och förstärkning mot sprängmedel. Fordonet bekostades genom frivilliga donationer och när Johannes Paulus II avled ställdes det ut vid Quiapo Church och blev en vallfärdsplats för dem som inte kunde resa till Rom.[1]
- Land Rover tillverkade en påvemobil för Johannes Paulus II:s besök i England. Detta fordon finns idag utställt på Imperial Palace i Las Vegas.
- Mercedes-Benz har tidigare tillverkat påvemobiler på sina SUVar av G-klass, och de nuvarande modellerna är baserade på ML-klassen som säljs i USA.
- Star, en fordonstillverkare i Starachowice i Polen, tillverkade två fordon inför påve Johannes Paulus II besök i hemlandet. De ombyggda lastbilskarosserna hade en maxfart på 6 km/h.

## Kardinal Ratzingers Golf

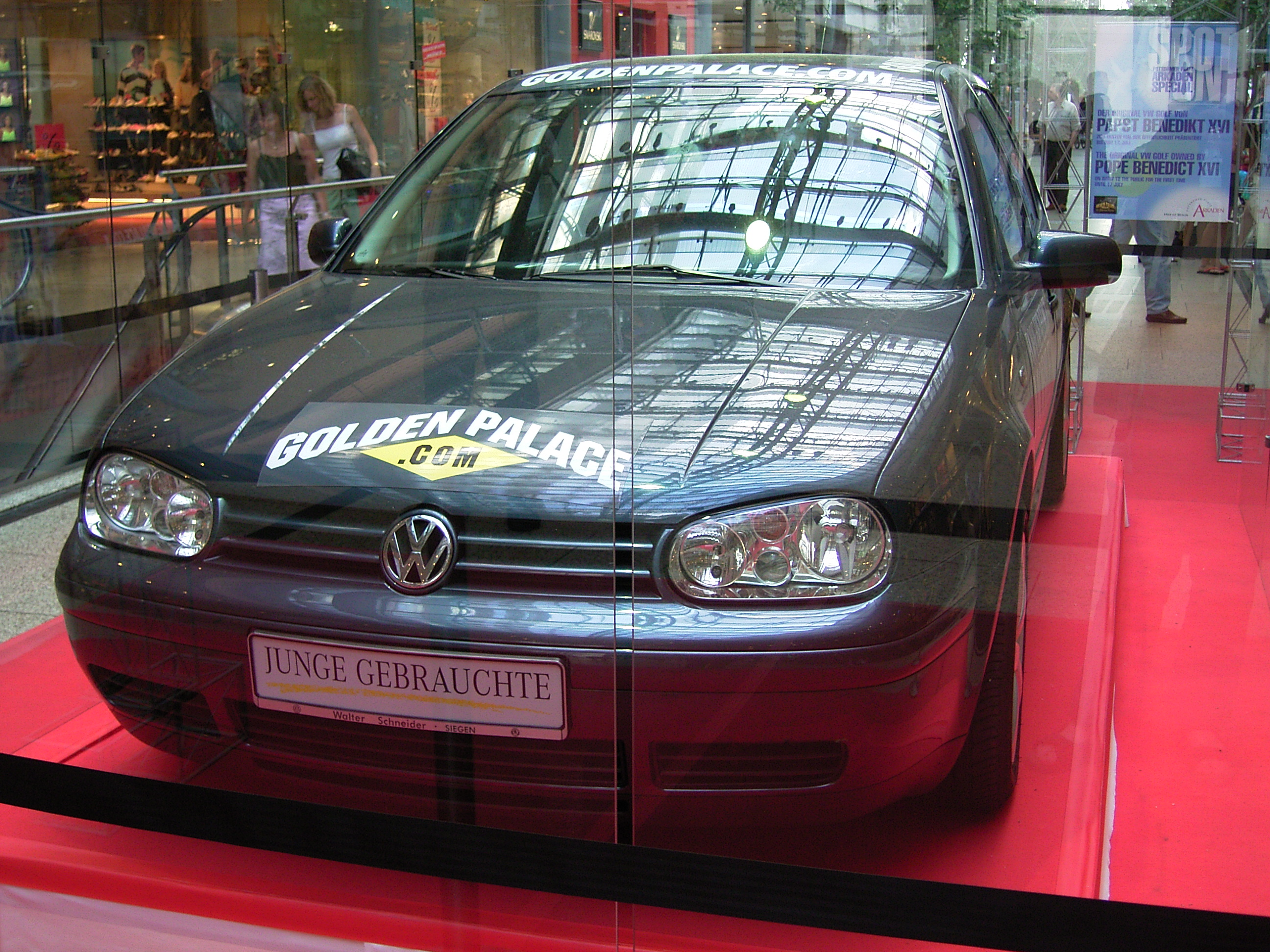
Kardinal Ratzingers VW Golf.

Den VW Golf som tidigare var i kardinal Josef Ratzingers ägo innan han blev påve Benedictus XVI såldes sedermera av sin nya ägare på auktionssajten eBay. Även om det inte är en påvemobil i strikt mening fick den mycket uppmärksamhet och har jämförts med dessa eftersom den tidigare ägaren blivit påve. Kardinalen lär dock bara varit passagerare i bilen, eftersom han inte verkar ha haft körkort. Bilen finns nu utställd på ett köpcentrum i Berlin.

## Johannes Paulus II:s Ford Escort
Under sin första tid som påve ägde Johannes Paulus II en Ford Escort Mk2 1100GL av årsmodell 1976, i kulören Strato Silver, som privatbil.
Denna har, liksom Ratzingers Golf, auktionerats ut och sålts för miljonbelopp.